# Erich von Tschermak
Erich von Tschermak (Vienna, 15 novembre 1871 – Vienna, 11 ottobre 1962) è stato un agronomo austriaco.
Era nato in Moravia da un mineralogista di nome Gustav Tschermak von Seysenegg. Von Tschermak è uno dei tre uomini - si veda anche Hugo de Vries e Carl Correns - che indipendentemente ha riscoperto i lavori sulla genetica di Gregor Mendel. Von Tschermak ha pubblicato le sue scoperte nel giugno 1900.

## Contributi
"Secondo questa versione, Mendel ebbe una discussione con uno degli esaminatori, Eduard Fenzl, direttore del giardino botanico di Vienna e professore di Mendel all'università. Fenzl era uno “spermista”, credeva che l'embrione delle piante risiedesse, microscopico ma interamente formato, nel polline, e passasse all'ovario attraverso lo stilo. L'unica cosa che doveva fare era crescere; la parte femminile della pianta non offriva nient'altro che un ambiente che rendeva possibile la crescita. Mendel, al contrario pensava che gameti, sia maschili sia femminili, contribuissero in egual misura alla produzione dei discendenti. Secondo il suo punto di vista gli embrioni non erano preformati, ma venivano creati a ogni nuova fecondazione. Si supponeva che i due uomini fossero venuti a lite su questo punto e che il testardo Mendel, rifiutandosi di ritrattare la propria posizione, avesse preferito la ritirata alla capitolazione.
La storia continua dicendo che fu per risolvere questa battaglia anche il prete iniziò i suoi esperimenti sui piselli. Se le cose andarono così, questo racconto finisce con un fatto curioso e divertente: uno dei tre scienziati cui si attribuisce il merito di aver riscoperto l'opera di Mendel all'alba del XX secolo, traendola dai più oscuri recessi sino al centro della nascente scienza della genetica, fu il nipote di Fenzl. Quest'uomo, Erich von Tschermak, sarebbe passato alla storia come il più strenuo difensore di Mendel, mentre suo nonno, un uomo potente ai suoi giorni, sarebbe stato ricordato principalmente come il più ardente avversario di Mendel: l'uomo che difendendo la teoria spermista dell'ereditarietà fece scoccare la scintilla che avviò il lavoro di Mendel".